# Fausto Guilherme Longo
Fausto Guilherme Longo (né le 22 juillet 1952 à Amparo au Brésil) est un architecte, urbaniste et homme politique italo-brésilien, membre du Parti socialiste italien.

## Biographie
Fausto Guilherme Longo est un architecte et urbaniste basé à Piracicaba, au Brésil. En 2013, il est élu sénateur italien sur une liste du Parti démocrate dans la circonscription Amérique du Sud.